# آدم موصيري
آدم موصيري (ولد في الثالث والعشرين من يناير عام 1983م) وهو رجل أعمال أمريكي ورئيس إنستغرام، وكان قد عمل سابقًا مديرًا تنفيذي في فيسبوك.

## الحياة السابقة والتعليم
ولد موصيري في مدينة نيويورك وترعرع في تشاباكوا ، نيويورك، وهو الأخ الأكبر للملحن إيميل موصيري. والتحق بمدرسة جالاتين للدراسات الفردية بجامعة نيويورك لدراسة الإعلام وتصميم المعلومات. وتخرج منها بدرجة البكالوريوس في تصميم المعلومات عام 2005م. 

## الحياة المهنية
وأسس موصيري، في عام 2003م أثناء دراسته في جامعة نيويورك، شركته الخاصة للإستشارات في مجال التصميم واطلق عليها اسم «بلانك موصيري»، والتي ركزت على التصميم الجرافيكي، والتفاعلي، وتصميم المعارض. وكانت تملك شركته مكاتباً في نيويورك وسان فرانسيسكو. وفي عام 2007، انضم موصيري إلى شركة توكبوكس كأول مصمم للشركة.  
وانضم موصيري إلى فيسبوك كمصمم منتجات في عام 2008م،  وفي عام 2009م، أصبح موصيري مدير تصميم المنتجات، وبحلول عام 2012م كان موصيري قد ترقى إلى مدير التصميم لتطبيقات الهواتف المحمولة للشركة.   وأشرف موصيري، من 2012م إلى 2016م، على قسم آخر الأخبار في فيسبوك، وشغل منصب نائب رئيس المنتجات لفيسبوك من عام 2016م إلى مايو 2018م.    وخلال فترة عمله في فيسبوك، أشرف أيضًا على واجهة فيسبوك، وهي محاولة الشركة، التي باءت بالفشل، لتقديم شاشة رئيسية متنقلة إلى أجهزة اندرويد. 
وبعد الانتخابات الرئاسية لعام 2016م، أخذ موصيري على عاتقه أن يكون المتحدث الرسمي لموقف فيسبوك من «الأخبار الكاذبة».  وأثناء فضيحة كامبريدج أناليتيكا في 2018م، كان موصيري أحد المديرين التنفيذيين القلائل في فيسبوك الذين كانوا صريحين في الحديث عن دور فيسبوك في توفير الأمن والأخبار الجديرة بالثقة.
وفي مايو 2018م، عُيِّنَ موصيري نائباً لرئيس المنتجات في إنستغرام. وفي 1 أكتوبر 2018م، أعلنت شركة فيسبوك تولي موصيري رئاسة إنستغرام،  بعد استقالة مؤسسي تطبيق تبادل الصور، كيفين سيستروم ومايك كرايغر في سبتمبر 2018م.  ويختلف لقب موصيري كرئيساً لإنستغرام عن لقب القيادة السابقة كرئيس تنفيذي حيث تحتفظ فيسبوك بلقب الرئيس التنفيذي لمؤسسي الشركة فقط.   ومن المتوقع أن يقوم موصيري بتعيين فريق تنفيذي جديد والإشراف على «جميع وظائف العمل»، كونه رئيساً للشركة.

## اعتراف صناعة التكنولوجيا
في عام 2015م، إعترف موقع بيزنيس إنسايدر بموصيري باعتباره «صاحب نفوذ» في فيسبوك.
وفي عام 2017م، كان موصيري هو المتحدث الرئيسي في مهرجان الصحافة الدولي في بيروجيا بإيطاليا. 
وفي عام 2018م، تحدث موصيري جنبًا إلى جنب مع كامبل براون نيابةً عن مميزات الأخبار لدى فيسبوك في مؤتمر «كود ميديا» التابع لشركة ريكود.  
وفي عام 2020م، أٌدرج في فئة التكنولوجيا ضمن قائمة مجلة فورتشن "40 تحت الـ40".

## الحياة الشخصية
ويعيش موصيري في سان فرانسيسكو مع زوجته مونيكا موصيري، ولديهم ثلاثة أبناء. وتعد عائلة موصيري نشطة في الأعمال الخيرية المحلية بما في ذلك مشروع شانتي.  ويملك موصيري الجنسية الأمريكية والإسرائيلية، كون والده إسرائيلي.